# 艾奧拉鎮區 (堪薩斯州艾倫縣)
艾奧拉鎮區（英語：Iola Township）為位在美國堪薩斯州艾倫縣的鎮區。2010年美国人口普查中該鎮區人口有830人。

## 地理
艾奧拉鎮區涵蓋面積112.7平方（43.5平方英里），境內擁有二座城市：巴西特以及艾奧拉（縣治）。

### 墓園
根據美國地質調查局的資料，此鎮區擁有3座墓園：
- 海蘭墓園（Highland Cemetery）
- 艾奧拉墓園（Iola Cemetery，有2座）

### 溪流
流過此鎮區的溪流有：
- 庫恩溪（Coon Creek）
- 迪爾溪（Deer Creek）
- 埃爾姆溪（Elm Creek）
- 羅克溪（Rock Creek）

### 機場
- 艾倫縣機場（英语：Allen County Airport）
- 艾倫縣醫院機場（Allen County Hospital Airport）
- 沃馬克機場（Womack Airport）

## 人口統計
根據2010年美國人口普查，艾奧拉鎮區人口有830人，人口密度為7.37人/平方公里。種族方面，91.33%為白人；0.84%為非裔美洲人；0.36%為美洲原住民；1.81%為亞洲人；0%為太平洋島民；1.45%為其他種族；另外有4.22%為兩個或以上的種族。而西班牙裔美國人或拉丁美洲人佔該鎮區人口的2.89%。

## 外部連結
- US-Counties.com
- City-Data.com （页面存档备份，存于）